# Cadel Evans Great Ocean Road Race femminile 2024
La Cadel Evans Great Ocean Road Race femminile 2024 (Deakin University Elite Women's Road Race per esigenze di sponsor), ottava edizione della corsa, valida come seconda prova dell'UCI Women's World Tour 2024, si svolse il 27 gennaio 2024 su un percorso di 140,8 km, con partenza e arrivo a Geelong, in Australia. La vittoria andò all'olandese Rosita Reijnhout, la quale completò il percorso in 3h53'31", alla media di 36,177 km/h, precedendo la polacca Dominika Włodarczyk e la danese Cecilie Uttrup Ludwig.
Sul traguardo di Geelong 85 cicliste, su 92 partite dalla medesima località, portarono a termine la competizione.

## Squadre e cicliste partecipanti
| N.    | Cod. | Squadra                   |
| ----- | ---- | ------------------------- |
| 1-6   | AGS  | AG Insurance-Soudal Team  |
| 11-16 | CSR  | Canyon-SRAM Racing        |
| 21-26 | FST  | FDJ-Suez                  |
| 31-36 | HPH  | Human Powered Health      |
| 41-46 | LTK  | Lidl-Trek                 |
| 51-56 | LAJ  | Liv AlUla Jayco           |
| 61-66 | DFP  | Team DSM-Firmenich PostNL |
| 71-76 | TVL  | Team Visma-Lease a Bike   |

| N.      | Cod. | Squadra                   |
| ------- | ---- | ------------------------- |
| 81-86   | UAD  | UAE Team ADQ              |
| 91-96   | LPW  | Lifeplus Wahoo            |
| 101-106 | AUB  | St Michel-Mavic-Auber93   |
| 111-116 | HPU  | Team Coop-Repsol          |
| 121-126 | TCW  | Tashkent City Women Prof. |
| 131-136 | ARA  | ARA Skip Capital          |
| 141-146 | TBL  | Team Bridgelane WE        |
| 151-156 | AUS  | Selezione australiana     |

## Ordine d'arrivo (Top 10)
| Pos. | Corridore             | Squadra   | Tempo    |
| ---- | --------------------- | --------- | -------- |
| 1    | Rosita Reijnhout      | Visma     | 3h53'31" |
| 2    | Dominika Włodarczyk   | UAE       | s.t.     |
| 3    | Cecilie Uttrup Ludwig | FDJ-Suez  | s.t.     |
| 4    | Ruth Edwards          | Human P.  | a 5"     |
| 5    | Grace Brown           | FDJ-Suez  | s.t.     |
| 6    | Francesca Barale      | DSM       | s.t.     |
| 7    | Victorie Guilman      | St Michel | s.t.     |
| 8    | Sarah Roy             | Australia | s.t.     |
| 9    | Kimberley Le Court    | AG-Soudal | s.t.     |
| 10   | Alice Towers          | Canyon    | s.t.     |